# پریسکا ایمافو
پریسکا ایمافو (انگلیسی: Prisca Emeafu؛ زادهٔ ۳۰ مارس ۱۹۷۲) بازیکن فوتبال اهل نیجریه است.
وی همچنین در تیم ملی فوتبال زنان نیجریه بازی کرده‌است.